# Gynandromyia habilis
Gynandromyia habilis är en tvåvingeart som först beskrevs av Brauer och Julius Edler von Bergenstamm 1891.  Gynandromyia habilis ingår i släktet Gynandromyia och familjen parasitflugor. Inga underarter finns listade i Catalogue of Life.